# Doreen Häntzsch
Doreen Häntzsch (* 20. April 1982; inzwischen Doreen Kindt) ist eine deutsche Säbelfechterin.

## Erfolge
Die Rechtshänderin lernte das Fechten beim Fechtsportverein Görlitz, wechselte 2000 aber zum FC Tauberbischofsheim. Schon als A-Jugendliche nahm Häntzsch von 2000 bis 2002 an den Juniorenweltmeisterschaften teil, ihre beste Platzierung war dabei 2002 ein 22. Platz. Mit der Mannschaft wurde sie im selben Jahr sechste.
Als Aktive belegte sie 2001 zusammen mit Sandra Benad, Susanne König und Stefanie Kubissa den dritten Platz mit der Säbel-Nationalmannschaft bei den Weltmeisterschaften in Nîmes. Bei der Europameisterschaft 2001 in Koblenz war Häntzsch im Einzel mit dem achten Platz die beste deutsche Säbelfechterin. Trotzdem wurde sie von Bundestrainer Martin Mündt nicht für die Mannschaft nominiert. Weil die Mannschaften nach den Ergebnissen im Einzel gesetzt wurden, konnte dadurch die Setzliste beeinflusst werden, sodass ein frühes Duell gegen den damaligen Angstgegner Russland verhindert wurde. Diese Taktik ging auf: Die Säbeldamen wurden ohne Häntzsch in der Besetzung Sandra Benad, Susanne König, Stefanie Kubissa und Ersatzfechterin Sabine Thieltges Europameister.
2007 focht Häntzsch noch einmal für die Säbelnationalmannschaft bei den Weltmeisterschaften in Sankt Petersburg, im Einzelwettbewerb konnte sie aufgrund eines Muskelfaserrisses nicht starten. 2008 wurde sie bei den Europameisterschaften in Kiew 41. im Einzel. Mit dem FC Tauberbischofsheim wurde sie zweimal Dritte bei den Deutschen Mannschaftsmeisterschaften (2008 und 2009). Bei den Deutschen Einzelmeisterschaften wurde sie 2007 Deutsche Vizemeisterin und gewann zweimal die Bronzemedaille (2006 und 2008).